# Luiz Soares de Souza Rocha
Luiz Soares de Souza Rocha foi um delegado e político brasileiro do estado de Minas Gerais. Atuou como Chefe da Polícia Civil de Minas Gerais
Foi deputado estadual em Minas Gerais, durante o período de 1955 a 1959 (3ª legislatura) pelo PSD.
 Aparece nos registros do livro "Brasil: Nunca Mais" sendo indicado por pelo menos cinco presos políticos como torturador.  Além disso, também é citado em documento da Comissão Nacional da Verdade como autor da morte do militante João Lucas Alves, na delegacia de Furtos e Roubos, na rua Pouso Alegre, em Belo Horizonte.